# Friedrich Rupps
Michael Friedrich Rupps (* 16. Juni 1894 in Gaugenwald; † 13. Juni 1969 in Freudenstadt) war ein deutscher Politiker (CDU).

## Leben
Rupps war Sägewerksbesitzer. Zum 1. Mai 1933 trat er der NSDAP bei (Mitgliedsnummer 3.248.603) und war seit 1936 Bürgermeister der Gemeinde Schwarzenberg-Schönmünzach. Nach dem Zweiten Weltkrieg betätigte er sich neben seinem Bürgermeisteramt im Fremdenverkehr und sorgte dafür, dass die Gemeinde 1953 den Status als Kneippkurort erhielt.
Rupps schloss er sich den Christdemokraten an und war von 1948 bis 1963 Vorsitzender des CDU-Kreisverbandes Freudenstadt/Schwarzwald. Bei den Landtagswahlen 1956 und 1960 wurde er über den Wahlkreis Freudenstadt als Abgeordneter in den Landtag von Baden-Württemberg gewählt, dem er bis 1964 angehörte. 1956 gewann er das Direktmandat und vier Jahre später zog er über das Zweitmandat ins Parlament.

## Ehrungen
- Friedrich-Rupps-Schule in Schönmünzach